# Damso
Damso, nom de scène de William Kalubi, est un rappeur, chanteur et auteur-compositeur-interprète congolo-belge, né le 10 mai 1992 à Kinshasa.
Actif dans le monde du rap depuis 2006, Damso débute dans la publication de projets avec sa première mixtape Salle d'attente, sortie en 2014. Sa carrière prend de l'ampleur en 2015, lorsqu'il est repéré par Booba. Il intègre alors le collectif et label 92i, et signe chez Universal Music France. Il est aussi connu pour son appartenance à la nouvelle vague du rap belge des années 2010 avec des artistes tels que Hamza ou Shay.
Damso sort son premier album Batterie faible en 2016, certifié double disque de platine. Son second album Ipséité, sorti en 2017, connaît un grand succès en France et en Belgique. Il est certifié disque de diamant en France et disque de platine en Belgique. Son troisième album, Lithopédion, sort le 15 juin 2018 et est certifié triple disque de platine en France et disque d'or en Belgique,. Il remporte le prix du meilleur album rap aux Victoires de la musique 2019. Le 18 septembre 2020, il sort son album QALF, annoncé plusieurs fois, d'abord en tant que mixtape de 2014 sur la cover de Salle d'attente et dans le morceau Ξ. Une âme pour deux sur Ipséité, puis en tant qu'album studio à partir de 2020 sans en dévoiler de véritables informations, mis à part le nom de ce projet. L'album est disque d'or en France huit jours après sa sortie. Il sort QALF Infinity le 28 avril 2021, qui se veut être la suite de QALF et d'Ipséité. Le 29 août 2024, Damso sort sa compilation VIEUX SONS, un projet regroupant d'anciens morceaux de différentes périodes de sa carrière. Cet album surprise inclut 11 titres, dont certains proviennent de sa mixtape Salle d’Attente ainsi que son premier morceau enregistré à 16 ans, Cosmos. Son cinquième album, J'AI MENTI., sort le 15 novembre 2024, après avoir été initialement annoncé comme un EP. Le 30 mai 2025 sort son album BĒYĀH.

## Biographie

### Jeunesse
William Kalubi Mwamba, naît le 10 mai 1992 à Kinshasa dans le quartier Kasongo, d'une mère sociologue, du nom de Rose, et d'un père cardiologue,, du nom de Marcel. Lui et sa famille fuient la République démocratique du Congo à cause du conflit armé les menaçant dont il parle dans ses morceaux Graine de sablier (« les tirs de kalash m'empêchaient de rêver »), Exutoire (« tue tout le monde même les femmes enceintes »), BruxellesVie (« enfance pas tranquille coup de feu je n'ai plus peur ») ou encore K. Kin la belle (« Oh Kin [Kinshasa] la belle [...] c'qu'ils te font me fait beaucoup de peine »). Ils s'installent en Belgique alors qu'il a neuf ans et grandit à Kraainem, commune située en périphérie bruxelloise proche, avant de déménager, à l'âge de 22 ans, pour s'établir pendant trois ans dans le quartier congolais de Matonge à Ixelles, commune de Bruxelles.

### Carrière

#### Débuts (2006)
Damso commence le rap en 2006, en créant le groupe OPG avec son ami d'enfance Dolfa. Ils sont ensuite rejoints par Rex, Ducke et Lio Brown[source secondaire souhaitée].
Damso publie son premier projet solo en 2014, une mixtape intitulée Salle d'attente, disponible en téléchargement gratuit, composé de onze titres, donc trois bonus, avec des productions faites par lui-même et une production de Dolfa[source secondaire souhaitée]. La même année, le 24 septembre, le rappeur sort la mixtape MMMXIII ou 3013 avec son groupe OPG[source secondaire souhaitée].

#### Batterie faible(2015-2016)
Damso se fait connaître[source secondaire souhaitée] en 2015 grâce à son morceau Poséidon, qui apparaît sur la mixtape OKLM de Booba. À la suite de cela, il rejoint le 92i, collectif créé par Booba, et signe chez Universal Music France. Il fait une apparition sur l'album Nero Nemesis de Booba, sur le morceau Pinocchio, en collaboration avec Booba et le rappeur Gato Da Bato. Toujours en 2015, le rappeur belge réalise le morceau Black, principale musique de la bande originale du film dramatique du même nom, réalisé par Adil El Arbi et Bilall Fallah.
Le premier album de Damso, intitulé Batterie faible, sort le 8 juillet 2016,. Il en dévoile des extraits avant sa sortie, avec cinq singles dont trois clips, puis sort le clip Amnésie plusieurs mois plus tard. Pour faire la promotion de son album, Damso publie un petit couplet sur Instagram qui, remarqué par Booba, deviendra un featuring nommé Paris c'est loin, sorti le 18 juillet 2016 et qui ne figurera donc pas dans l'album. Durant le même mois, Damso refuse de se rendre à l'édition de l'émission Planète Rap, de la station de radio Skyrock, qui lui était dédiée. Il accuse la radio de ne pas respecter le rap et de ne pas inclure ses morceaux dans les playlists Skyrock. Booba défendra Damso sur les réseaux sociaux après les réactions de l'animateur Fred Musa et du directeur général des programmes Laurent Bouneau. L'album sera certifié disque d'or en début décembre 2016, puis disque de platine en août 2017. Plus de quatre ans après sa sortie en juin 2020, l'album est certifié double disque de platine.
Le 24 mai 2017, l'album est retiré des plateformes de streaming et le clip du titre Amnésie est supprimé de la plateforme vidéo YouTube. Sans confirmation, il semblerait qu'un sample de l'artiste Cortex non déclaré soit à l'origine de ces actions.

#### Ipséité, polémique etLithopédion(2017-2018)

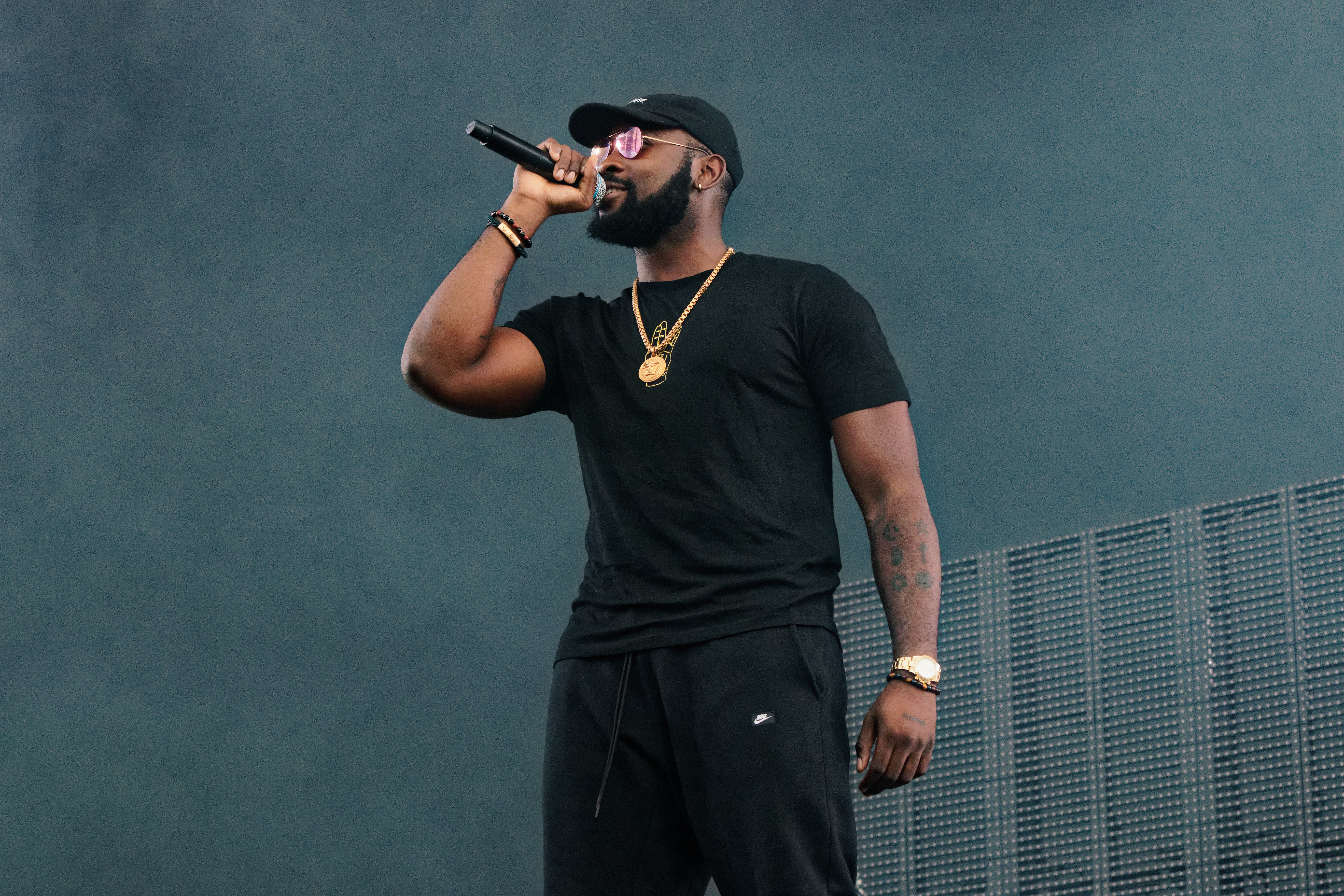
Damso lors du festival des Vieilles Charrues, le 21 juillet 2018.

Le 28 avril 2017, Damso sort son deuxième album, Ipséité. Composé de quatorze titres, il ne contient qu'une seule collaboration, avec Youri Botterman, sur le morceau Ι. Peur d'être père. Sur cet album, Damso parle de lui, de ses problèmes, sa peur d'être père, sa difficulté à trouver sa place dans la société, de son pays d'origine la République démocratique du Congo. L'album contient beaucoup de singles, notamment Θ. Macarena, certifié single de diamant, ou encore E.Signaler, Γ. Mosaïque solitaire, A. Nwaar is the New Black et K. Kin la belle, tous certifiés au moins single d'or. Ipséité a connu un grand buzz en partie car il a fuité sur la toile avant sa date de sortie. Le jour même de la sortie de l'album, Damso sort le clip N. J Respect R, suivi par A. Nwaar is the New Black. Un an et demi plus tard son album Ipséité est certifié disque de diamant.
En mars 2018, durant la semaine internationale des droits des femmes, la Fédération belge de football annonce renoncer à sa collaboration avec l'artiste, en raison des paroles « sexistes » de ce dernier et ce, bien que Damso ait déjà composé la musique qui devait en être l'hymne. Le morceau s'intitule Humains et Damso décide de le mettre en tant que piste bonus sur l'album Lithopédion. Le 1er juin 2018, il dévoile la liste des titres de son prochain album, Lithopédion, ainsi que la pochette. Cet album fuite le 13 juin 2018, après la sortie de l'album en avant-première par certains magasins culturels. Il est certifié triple disque de platine en juin 2019 et a remporté la Victoire de la musique du Meilleur album rap de l'année le 8 février 2019.
Il enchaîne ensuite en fin d'année avec une tournée, le Lithopédion Tour, qui ne comporte que huit dates mais dans les plus grandes salles de France, Suisse et Belgique, avec notamment un concert au palais omnisports de Paris-Bercy le 4 décembre 2019. Tous ses concerts rencontrent un grand succès et Damso se produit à guichets fermés, notamment au palais omnisports de Paris-Bercy. En parallèle, il apparaît dans deux featurings : RVRE avec 404 Billy et Rêves bizarres avec Orelsan,.

#### Pause artistique, mais non loin de la scène (2018-2020)

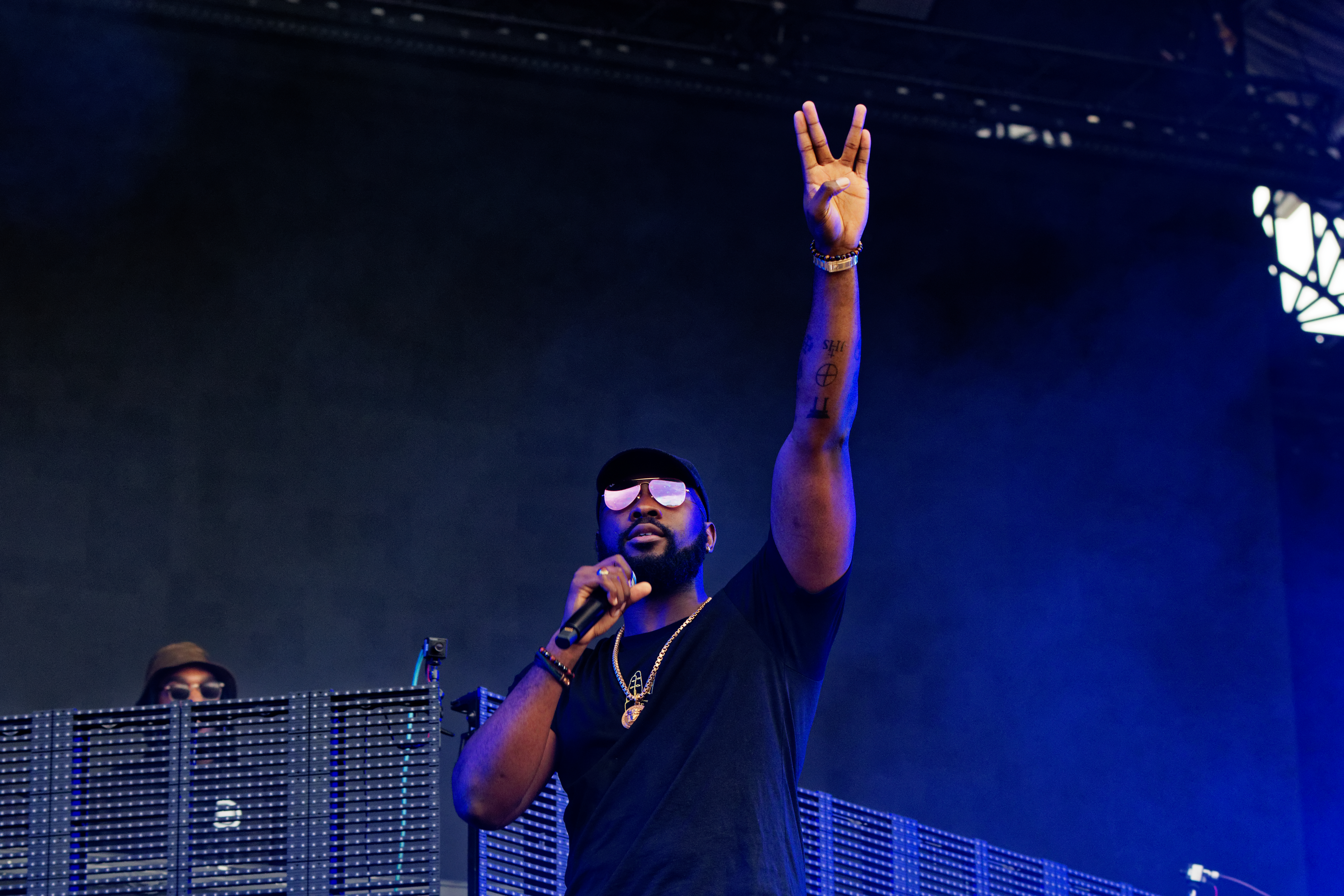
Damso en concert faisant le signe Vie lors du festival des Vieilles Charrues, le 21 juillet 2018.

Damso annonce ensuite vouloir faire une pause dans sa carrière, comme le montre sa biographie Instagram « Parti vivre un peu ». Il donne cependant plusieurs concerts dans le monde début 2019, avec des dates au Maroc, au Canada, en Tunisie, au Sénégal ainsi que dans son pays natal, la République démocratique du Congo.
En janvier 2019, il supprime tous ses posts Instagram et demande à ses fans de lui envoyer des pistes instrumentales dans l'optique de réaliser son projet QALF, qu'il annonce depuis 2015. Le 6 juin 2019, Nekfeu sort son album Les Étoiles vagabondes, sur lequel Damso est présent dans une collaboration sur le son Tricheur certifié single de diamant le 14 février 2020. Son ancien mentor, Booba, l'interpelle alors pour des paroles qu'il croyait adressées à lui. Damso profite de cette occasion pour annoncer la sortie de son projet QALF pour 2019. Tandis que Booba entre en clash avec le rappeur belge, en lançant plusieurs piques à son encontre, ce dernier reste impassible et sort huit featurings avec des artistes confirmés comme Nekfeu et Dadju ; des rappeurs montants comme D.A.V, Vegedream ou encore le beatmaker Ikaz Boi ; et enfin des amis avec lesquels il avait déjà collaboré : Kalash et Hamza. Dans le même temps, Damso annonce la création d'une fondation humanitaire, Vie Sur Nous Fondation, pour lutter contre l'exploitation minière dans son pays natal, la République démocratique du Congo. Cependant, le 19 décembre 2019, sort le son God Bless de Hamza en collaboration avec Damso sur la mixtape Santa Sauce 2, ce dernier annonce alors que son projet QALF ne sortira pas cette année à cause de problèmes de santé de sa mère, alors dans le coma. Le projet est donc une nouvelle fois repoussée, à une date indéterminée.
Le 23 janvier 2020, Damso crée son nouveau label TheVie music et dévoile le titre Œveillé. Fin mars 2020, il sort par surprise la musique mais uniquement sur Youtube, en hommage à sa tante décédée de la Covid-19 quelques jours plus tôt. Cette période de pause artistique d'une durée d'un an et demi lui aura permis de travailler sur son écriture et sa composition, le rappeur composant d'ailleurs pour certains artistes avec qui il a pu collaborer, comme Kendji Girac (quatre morceaux écrits sur l'album Amigo), Shay (un morceau écrit sur l'album Antidote), et Louane (deux morceaux écrits et composés sur l'album Joie de vivre).

#### Retour avecQALF(2020-2023)
Le 28 août 2020 au soir, Damso publie sur les réseaux sociaux un lien vers un site de précommande pour son futur projet QALF, sans pour autant annoncer de date de sortie. Cette annonce vient alors en faire une deuxième, la création d'un nouveau label : Trente-quatre Centimes. La promotion de son projet commence quelques jours après la mise à disposition du lien pour la pré-commande de QALF, dans son pays d'origine, la République démocratique du Congo. Les affiches représentant le lien qalf.com, soit en police rouge sur fond noir, ou inversement (+ un QR-Code menant au site), apparaissent à travers le monde, comme en Belgique, en France, mais aussi au Canada, ou encore en Côte d'Ivoire.
Le 18 septembre 2020 sort finalement QALF. Le jour de sa sortie, l'album accumule plus de 14,3 millions de streams, faisant de Damso l'artiste le plus écouté au monde sur la plateforme de streaming Spotify ce jour-là. L'album est disque d'or en France en seulement 10 jours, puis disque de platine un peu plus d'un mois après sa sortie.
Le 5 janvier 2021, le documentaire Kin, tout est vie réalisé par Robin Conrad est publié sur la chaine YouTube de Tarmac (média). Le film suit Damso lors d'un retour aux sources à Kinshasa à l'occasion de la sortie de l'album. Le 7 janvier 2021, il sort le clip de 911 avec une apparition de l'actrice et mannequin Noémie Lenoir, dont il avait déjà fait référence à plusieurs reprises, notamment sur le morceau Autotune sur Batterie faible.
Lors d'un passage à l'émission Quotidien sur la chaîne TMC, il annonce la sortie future d'un nouvel album pour l'année 2021. Le 6 avril 2021, il publie par surprise un nouveau single, intitulé J'avais juste envie d'écrire. Il précise alors que la réédition de son dernier album sortira le 28 avril de la même année, au journal télévisé de la RTBF.
Le titre de la réédition de son quatrième album, QALF infinity, est quant à lui révélé la veille de la sortie sur France Inter, et sera ainsi la suite de QALF, sorti sept mois auparavant, mais également la suite d'Ipséité, album sorti quatre ans plus tôt, jour pour jour.

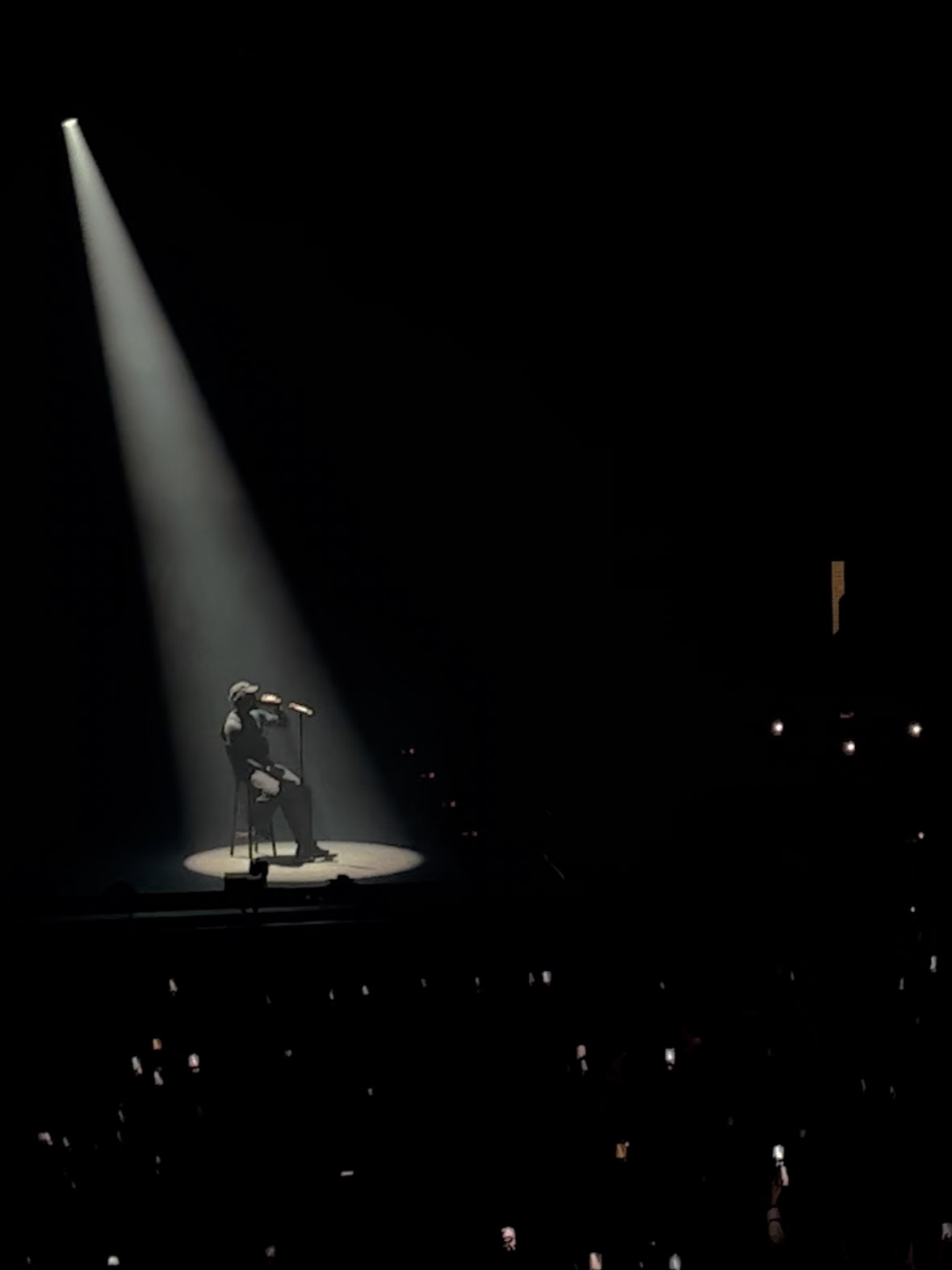
Qualf Tour, Montréal, Place Bell, 28 janvier 2023

En mars 2022, Aya Nakamura annonce sur les réseaux sociaux, un featuring avec la participation de Damso. Quelques jours plus tard, le clip Dégaine est mis en ligne. Quelques jours plus tard, un featuring nommé Rencontre avec Disiz est également mis en ligne et une date de concert à l'Accor Hotel Arena sera également annoncée durant le show d'Orelsan sur le titre Rêves bizarres[source secondaire souhaitée].

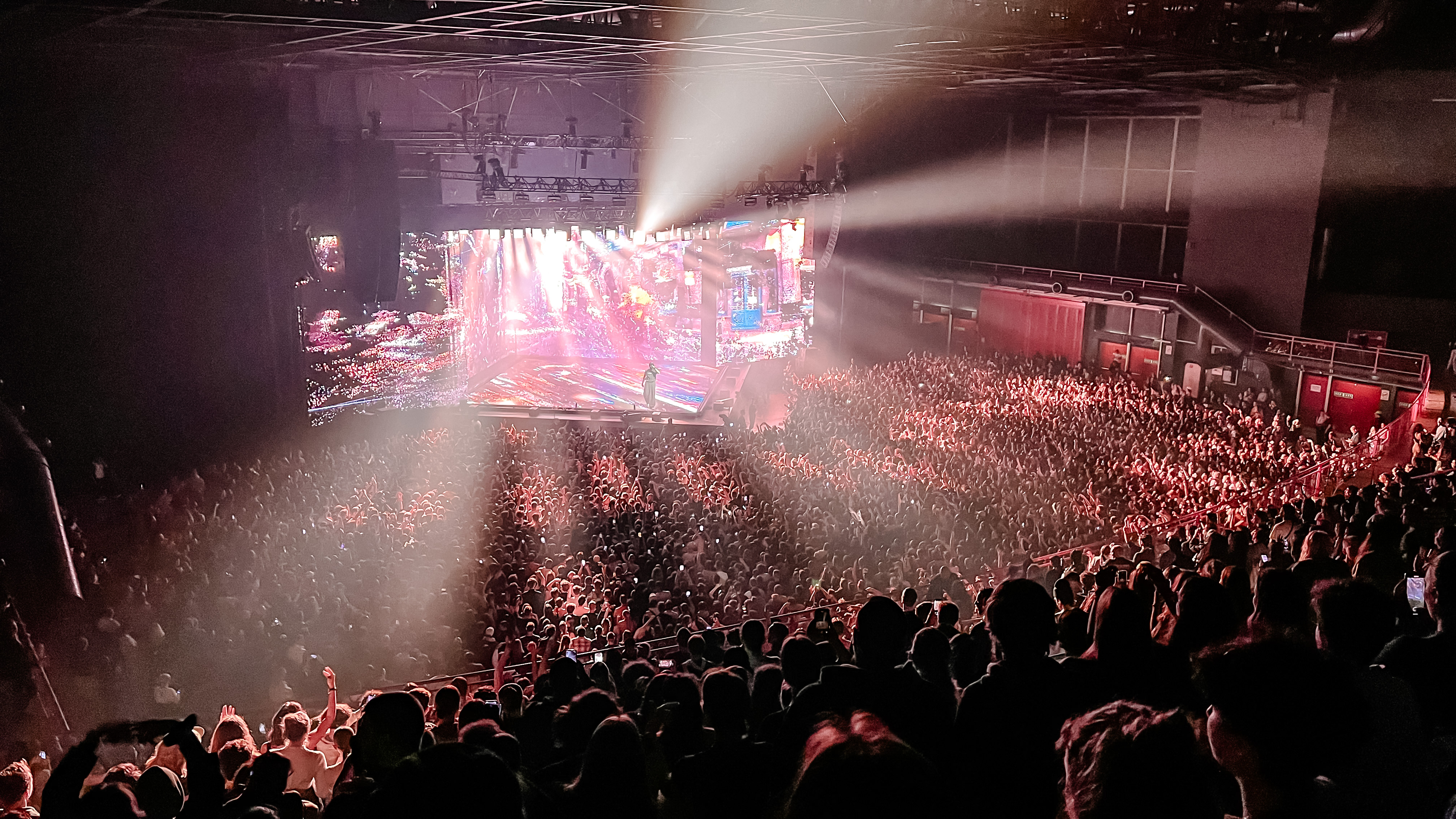
Damso à l’Arena de Genève le 11 novembre 2022 pour le QALF Tour

#### Pause et camping-car (2023)
Début août 2023, Damso annonce avoir réalisé son rêve : le rappeur a acheté un camping-carIveco. En septembre 2020, il disait déjà « (...) et après j’achète un camping-car, je fais un studio dedans, je fais le tour du monde si je peux puis je fais des sons pour moi ». Il rempile en avril 2021, à la sortie de QALF Infinity : « mon but, c’était de "plier le game", mais surtout d'être dans mon camping-car, faire un studio dedans, faire le tour du monde et vivre comme ça. Je compte le faire en 2022, c’est l’objectif. ».
Le 27 août, à la fin de son dernier festival de l'année, Damso déclare à la foule « Je vous souhaite le meilleur dans vos projets. Je pars en camping-car. Merci beaucoup. On se capte en 2025 », confirmant les théories de pause artistique, comme le montre des vidéos partagées sur les réseaux sociaux. Il désactive son compte Instagram le lendemain.
En septembre 2023, Eva sort un morceau supervisé par Damso en tant que réalisateur artistique. Un mois plus tard, le 28 octobre, Damso publie l'album QALF Live. Il s'agit d'une réédition de 30 titres de QALF Infinity, long de 25 titres, auquel viennent s'ajouter des versions lives de 5 morceaux : YOUVOI, P. DOSE, CŒUR EN MIETTES, DEUX TOILES DE MER et T. CHIALER, ce dernier morceau sorti sans le couplet de YG Pablo sur la version originale. Sur certaines versions physiques du projet, il est écrit « Bēyāh sera mon prochain album ». Version physiques qui sont les seules de QALF Live, la réédition n'étant dans un premier temps pas disponible sur les plateformes. Toutes les traces de QALF ou QALF Infinity sont effacées des plateformes de streaming et de téléchargement,. Une semaine plus tard, le 5 novembre, la version live de l'album est disponible sur les plateformes, avec une pochette blanche où il est écrit « Bēyāh 2025 – merci de bien vouloir patienter ».

#### Vieux sons,J'ai menti.etBēyāh(depuis 2024)
L'annonce de l'album s'est faite sur certaines versions physiques du projet QALF Live sorti en novembre 2023, où il est écrit « Bēyāh sera mon prochain album ». Ensuite, les versions sur les plateformes ont une pochette blanche où il est écrit « Bēyāh 2025 – merci de bien vouloir patienter ». Le lien avec la date du 30 mai 2025, présente en tant que photo de profil de l'artiste depuis janvier 2022, est rapidement établi .
En 2024, Damso annonce un album : « Je crois que je vais n*quer le game », faisant référence à son prochain album Bēyāh prévu pour le 30 mai 2025. Les précommandes sont disponibles un an plus tôt, le 30 mai 2024. Le 21 juillet, il réactive son compte Instagram et annonce qu'il s'agira du dernier album de sa carrière. « J'ai atteint le niveau que je voulais musicalement, je peux enfin passer à autre chose. Ma thérapie musicale est terminée, j'ai guéri. Merci pour tout. Viesurnous et à l'année prochaine ».
Le 29 août 2024, une compilation de 11 titres nommée VIEUX SONS apparaît sur les plateformes de streaming. Il s'agit d'anciens morceaux de Damso, réalisés pour la plupart sur la mixtape Salle d'attente[source secondaire souhaitée], premier projet de l'artiste, non-disponible sur les plateformes. Le single COSMOS s'y trouve également, il s'agit du tout premier morceau qu'il a écrit à 16 ans. Il annonce aussi que d'autres morceaux arriveront et s'y ajouteront[source secondaire souhaitée], le temps qu'ils soient prêt à être sortis.
Le 1er août 2024, Damso annonce qu'un EP sortira avant l'album Bēyāh. Treize jours plus tard, il présente trois invités sur projet, qu'il qualifie de prêt à 50% : Angèle, Kalash Criminel et son grand frère Michka, surnommé Michkavie, qui lui a donné envie de faire du rap. Damso raconte que ce projet part d'une discussion avec un fan qui lui a donné envie de retourner au studio faire de la musique. Initialement, il prévoit de faire 2 ou 3 musiques, mais se retrouve, finalement, à en faire 11. Le 25 août, il explique que ce ne sera techniquement pas un EP, le projet comportant trop de titres[source secondaire souhaitée]. Ayant annoncé Bēyāh comme étant son dernier album, il renomme ce projet J'AI MENTI. et l'annonce pour septembre 2024, mais le projet sortira finalement le 15 novembre 2024. Le 1er novembre, Damso dévoile le single CHROME, l'intro du projet, qui s'accompagne de son clip. Il dévoile également la liste des morceaux, avec 11 titres et une quatrième collaboration sur le projet, avec Kalash,,. Le 30 mai 2025 sort finalement l'album Bēyāh.

#### De la musique au cinéma avecR•E•M: ÉPISODE 00(depuis 2025)
Damso a récemment annoncé la sortie d'un film intitulé R•E•M : ÉPISODE 00, en lien avec l'album BĒYĀH. Ce long-métrage, réalisé par Christophe Deroo, sera projeté en séance unique le 20 mai 2025 dans plusieurs cinémas en France, en Belgique, au Canada, au Sénégal et en Côte d'Ivoire. Le film est présenté comme une œuvre à part entière, conçue pour approfondir l'esthétique et les thématiques de l'album. L’annonce a été faite via plusieurs publications sur les réseaux sociaux de l’artiste, accompagnée d’une bande-annonce et d’un visuel officiel de l’affiche du film.

### Vie privée
En 2017, il devient père d'un garçon prénommé Lior. En 2020, il lui dédie le morceau Deux toiles de mer, qui est l'un des plus gros succès de son album QALF. Une note vocale de ce dernier est présente dans le morceau. Il est séparé de la mère de son fils, comme évoqué dans le morceau. Il dédie également une lettre ouverte à son fils sous un post Instagram qui a beaucoup ému ses fans.
En 2022, il a été en couple avec Didi-Stone,.
En 2025, il officialise son couple avec Milla Lapidus (fille du créateur de mode français Olivier Lapidus et petite fille de Miss France 1955, Véronique Zuber).
En mars 2025, le rappeur belge devient le nouvel ambassadeur du « Sidaction » en participant à un projet réunissant 18 artistes, dont lui-même.

## Environnement artistique
(janvier 2025).

### Style musical et influences
La musique de Damso est influencé par son enfance, à Kinshasa, en République démocratique du Congo, ainsi que son adolescence dans le quartier bruxellois de Matonge, en Belgique. Il déclare dans une interview avoir été inspiré par Bone Thugs N Harmony et Mylène Farmer.
Après sa polémique liée à l'Hymne de la Coupe du monde de football 2018 disputée en Russie, Damso s'est intéressé au féminisme et a lu divers œuvres traitant le sujet parmi lesquelles Le Deuxième Sexe de Simone de Beauvoir, De la marge au centre de Bell Hooks, Beauté fatale de Mona Chollet, King Kong théorie de Virginie Despentes, Féminismes islamiques, ouvrage collectif dirigé par la sociologue Zahra Ali, et un livre d'Hannah Arendt.

### Thèmes abordés
Damso aborde différents thèmes parmi lesquels les relations, le succès, son pays d'origine (la République démocratique du Congo), le racisme, le sexe ou encore la réussite.
Il confesse dans une interview donnée au quotidien Libération avoir cette propension, singulière dans le rap, à écrire sur le vice et les maux du monde - la prostitution, l'inceste, le suicide. Il y voit une manière d’explorer les failles humaines et sociétales, en s'interrogeant sur la nature du mal et sur notre responsabilité individuelle ou collective.
Il traite aussi de la pédophilie dans le morceau Julien sur l'album Lithopédion. Il explique que l’idée lui est venue après avoir écouté pendant 8h d'affilée une production de Nk.F (ingénieur du son réputé pour avoir travaillé avec PNL). Celle-ci l'aurait plongé dans une sorte d'état de transe qui l'a mis à réfléchir sur la nature humaine. Damso a décidé de traiter ce sujet difficile en essayant de comprendre le mécanisme qui peut déboucher sur une attirance sexuelle envers les enfants.

### Titres des albums
Damso explique peu avant la sortie de Lithopédion au quotidien Libération avoir choisi ce titre pour son album car en référence à une métaphore personnelle : celle d’un être mort enfermé dans un corps vivant, symbolisant un état de vide. Il évoque une sensation de détachement du monde, une forme de calcification intérieure. Tout aurait été pensé avant même que sa carrière ne soit lancée : il précise que les titres de ses albums s’inscrivent dans une vision planifiée dès la fin de ses études secondaires, représentant différentes étapes psychologiques anticipées face au succès, à l’évolution de ses relations, notamment avec les femmes, et à la nécessité de préserver son identité.

## Polémiques

### Hymne de l'équipe de Belgique de football de 2018
À l'initiative de certains joueurs fans du rappeur, la Royal Belgian Football Association (RBFA) avait confié début mars 2018 à Damso le soin de composer l'hymne de l'équipe de Belgique, une tradition dans le pays. Pour rappel en 2014, c'est Stromae qui avait créé et interprété Ta fête, un succès commercial.
Mais la décision d'opter pour Damso en 2018 a embrasé les réseaux sociaux en raison de paroles sexistes, misogynes voire violentes présentes dans un rap qualifié de « sale, dur, violent, sans filtre, qui dit les choses de façon crue », d'après certaines associations féministes. Ainsi, le Conseil des femmes francophones de Belgique, qui regroupe des associations féministes, a vivement dénoncé ce choix de la fédération, dans une lettre ouverte aux sponsors des Diables Rouges. « Les paroles de Damso sont aussi crues qu'injurieuses. Elles expriment haine, sévices et violences envers les femmes à un degré qui est franchement stupéfiant (...) La promotion de Damso comme porte-étendard donne son aval au sexisme dont il est le champion », souligne ce collectif, évoquant de possibles actions en justice.
La controverse a également gagné la sphère politique. Un vice-Premier ministre, le libéral flamand Alexander De Croo s'est même insurgé contre ce choix. « On peut chanter ce que l'on veut, mais pas marquer des buts de cette façon », a-t-il commenté, sous le slogan « sexisme hors-jeu ». Dans la nuit du jeudi au vendredi 9 mars 2018 la Royal Belgian Football Association indique dans un communiqué diffusé, « La collaboration avec Damso a été arrêtée de commun accord », ajoutant qu'il n'y aura pas de chanson officielle en vue de la Coupe du monde 2018 en Russie.
Damso répondra à cette polémique dans cette interview en affirmant que le débat ne portait pas sur la chanson mais sur sa soi-disant misogynie. Il souligne qu’on ne lui a jamais réellement demandé ce qu’il pense des femmes. Il estime que la société limite la capacité des femmes à faire des choix pleinement libres, ce qui contribue à leur sentiment d’oppression. Il élargit cette réflexion aux hommes, qu’il juge également empêchés de faire des choix sincères, notamment en matière d’engagement amoureux et relationnel. Il reconnaît avoir lui-même mal agi dans ses relations passées.
Il sortira finalement le titre Humains, qui devait originellement être l'hymne de la Belgique, en tant que titre bonus sur l'album Lithopédion.

## Concerts
Damso organise sa première tournée, l'Ipséité Tour, après la sortie de l'album Ipséité, en 2017 ; celle-ci aura lieu en France et Belgique. Fort d'un succès grandissant, il récidive l'année d'après avec le Lithopédion Tour, dans tout le monde francophone, tournée de concerts qui s'étale sur 2018 et 2019.

### Liste des tournées
- 2017 : Ipséité Tour
- 2018-2019 : Lithopédion Tour
- 2022-2023 : QALF Tour
- 2025-2026 : BĒYĀH Tour

## Discographie

### Albums studio
- 2016 - Batterie faible
- 2017 - Ipséité
- 2018 - Lithopédion
- 2020 - QALF
- 2024 - J'AI MENTI.
- 2025 - BĒYĀH

### Mixtape
- 2014 - Salle d'attente

### Compilation
- 2024 - VIEUX SONS

### Musiques écrites pour d'autres artistes
- Donne-moi ton cœur et Poésie indécise pour Louane, qu'il a aussi composé (album : Joie de Vivre).
- Maria Maria ; Amigo ; Laisse tomber et Mi Amor Pour Kendji Girac (album : Amigo).
- Pleurer pour Shay (album : Antidote).
- Bottega pour Eva (album : Page Blanche).

## Distinctions

### Victoire de la musique
| Année | Travail nommé                               | Catégorie              | Résultat   |
| ----- | ------------------------------------------- | ---------------------- | ---------- |
| 2019  | Lithopédion                                 | Album rap de l'année   | Lauréat    |
| 2019  | Rêves bizarres (de Orelsan featuring Damso) | Création audiovisuelle | Nomination |
| 2019  | Rêves bizarres (de Orelsan featuring Damso) | Chanson originale      | Nomination |

### D6bels Music Awards
| Année | Travail nommé | Catégorie             | Résultat   |
| ----- | ------------- | --------------------- | ---------- |
| 2018  | Ipséité       | Album de l'année      | Nomination |
| 2018  | Damso         | Artiste Solo masculin | Nomination |
| 2018  | Damso         | Artiste Hip-Hop       | Nomination |
| 2018  | Damso         | Auteur/Compositeur    | Nomination |
| 2019  | Damso         | Artiste Solo masculin | Lauréat    |

### Octaves de la musique
| Année | Travail nommé | Catégorie                  | Résultat |
| ----- | ------------- | -------------------------- | -------- |
| 2018  | Ipséité       | Album de musiques urbaines | Lauréat  |